# Rudnea-Bilkivska, Korosten
Rudnea-Bilkivska (în ucraineană Рудня-Білківська) este un sat în comuna Bilka din raionul Korosten, regiunea Jîtomîr, Ucraina.

## Demografie
Componența lingvistică a localității Rudnea-Bilkivska
     Ucraineană (100%)
Conform recensământului din 2001, toată populația localității Rudnea-Bilkivska era vorbitoare de ucraineană (100%).

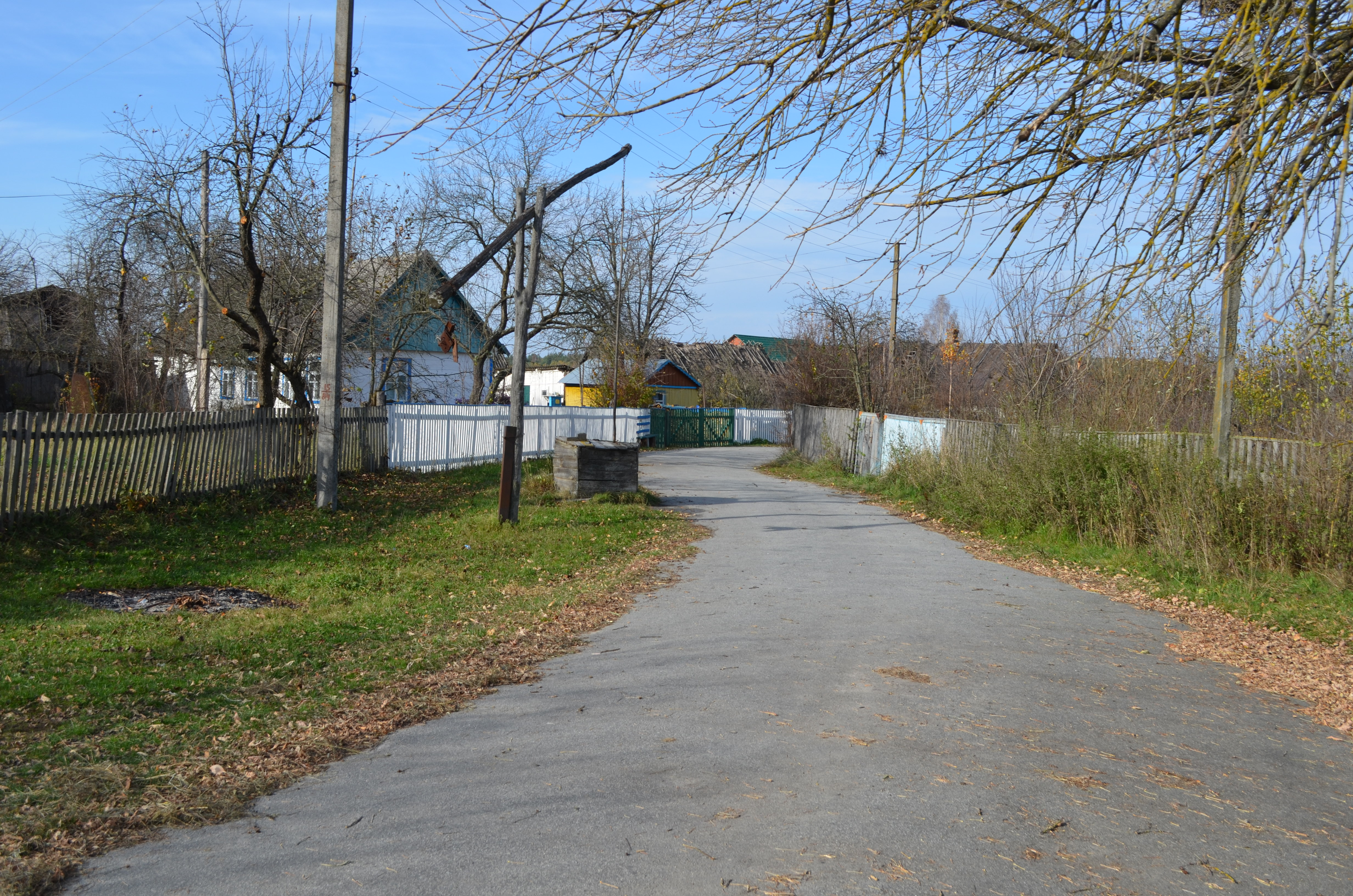
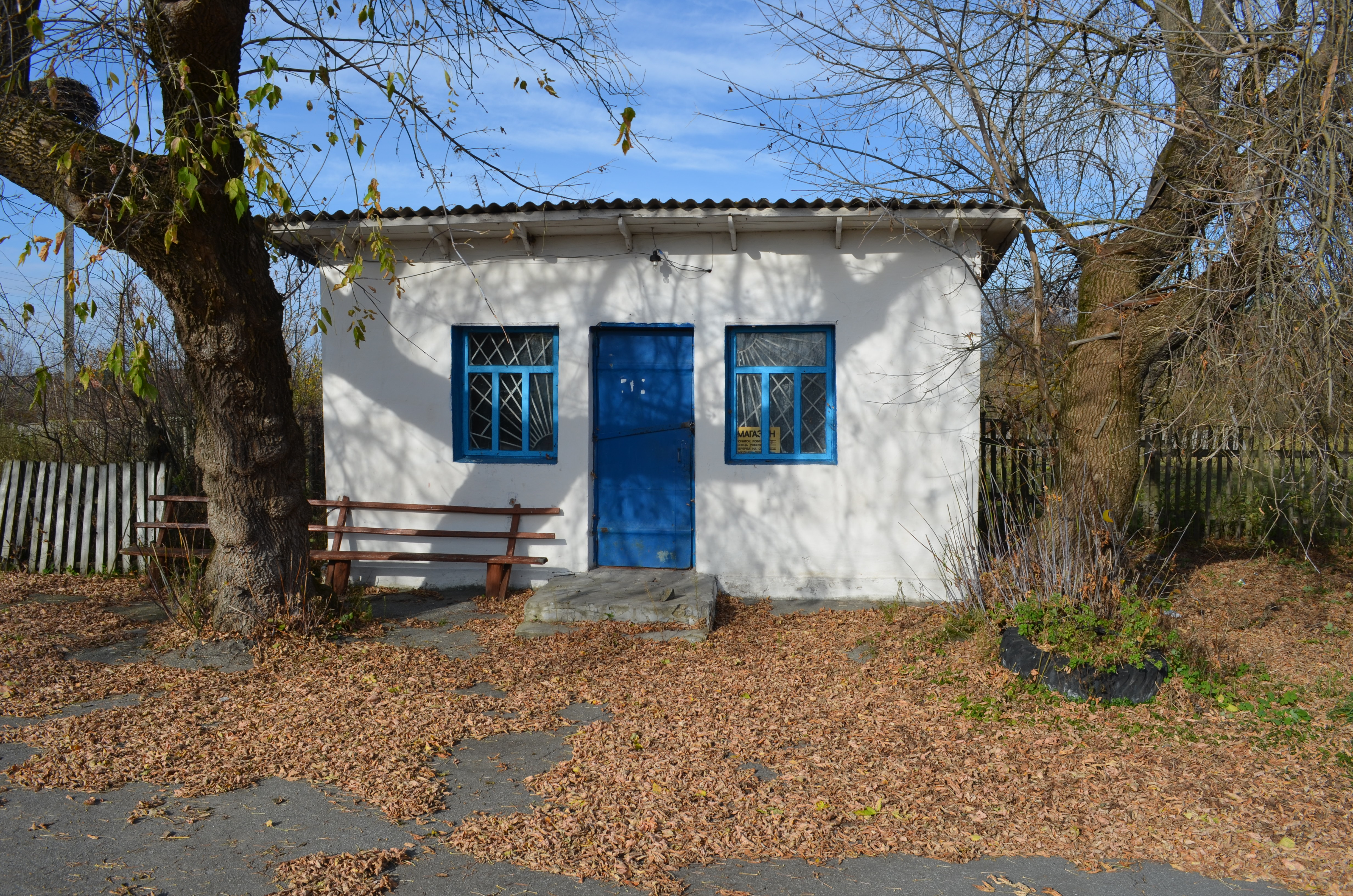
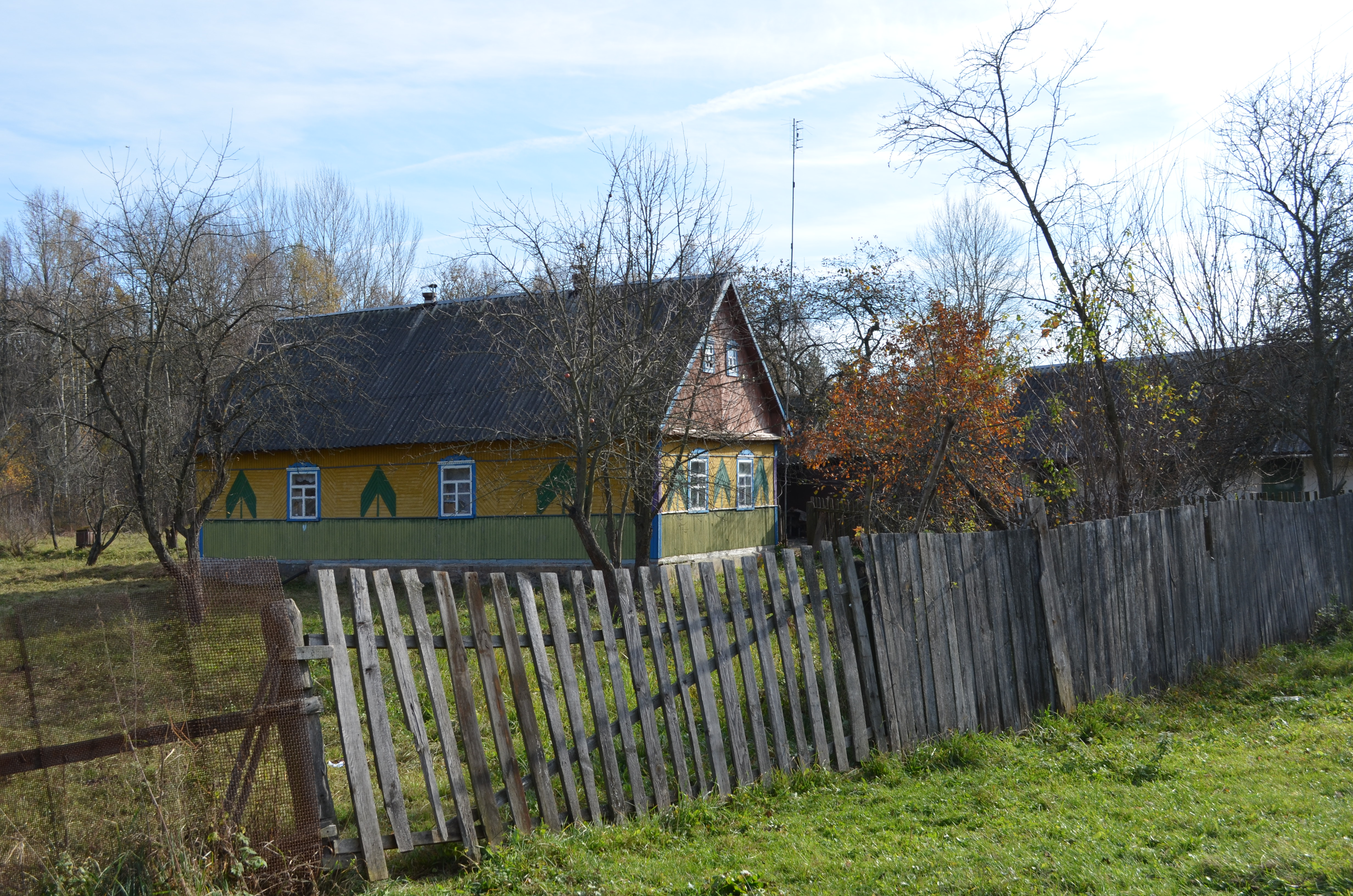
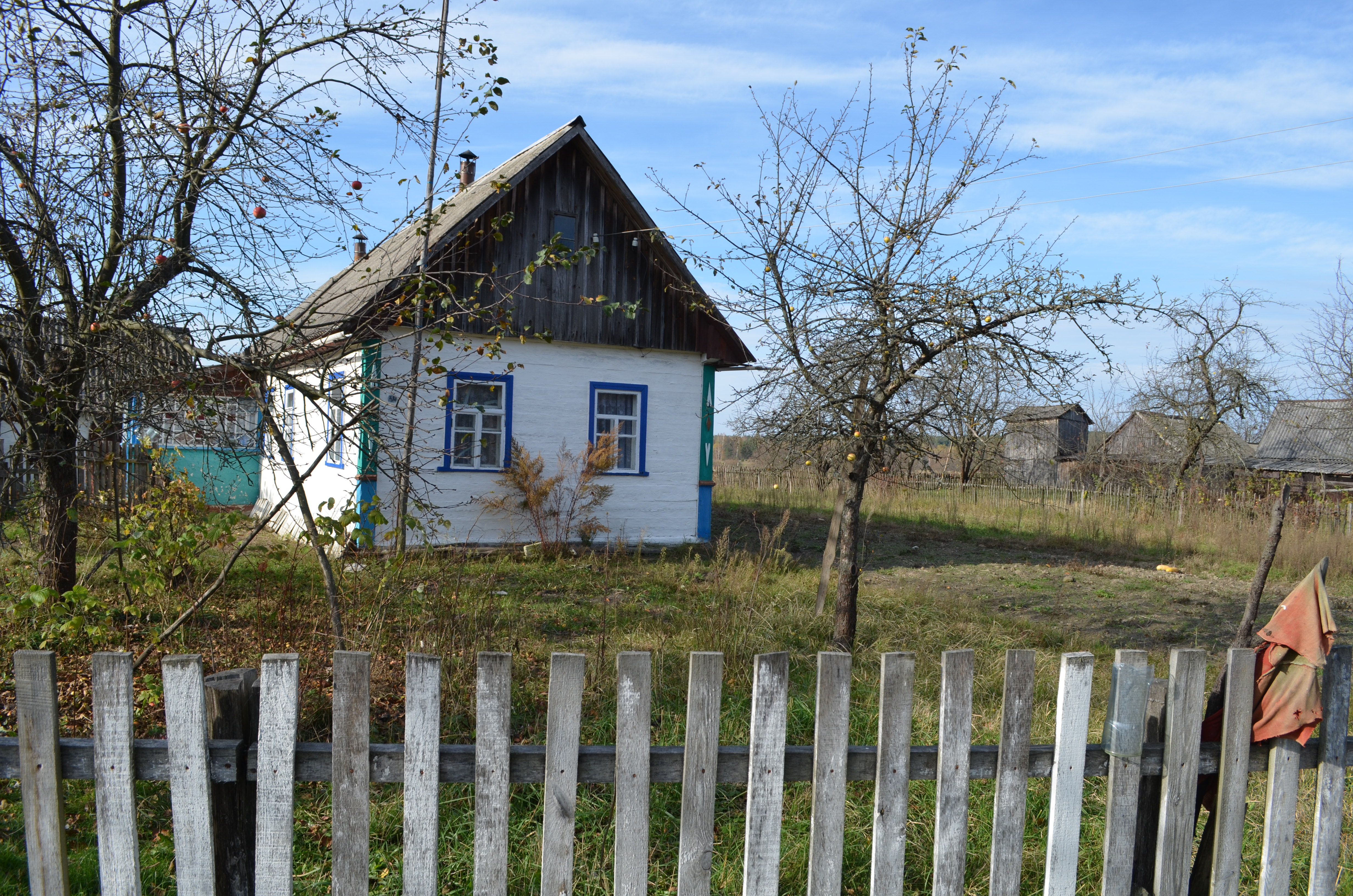
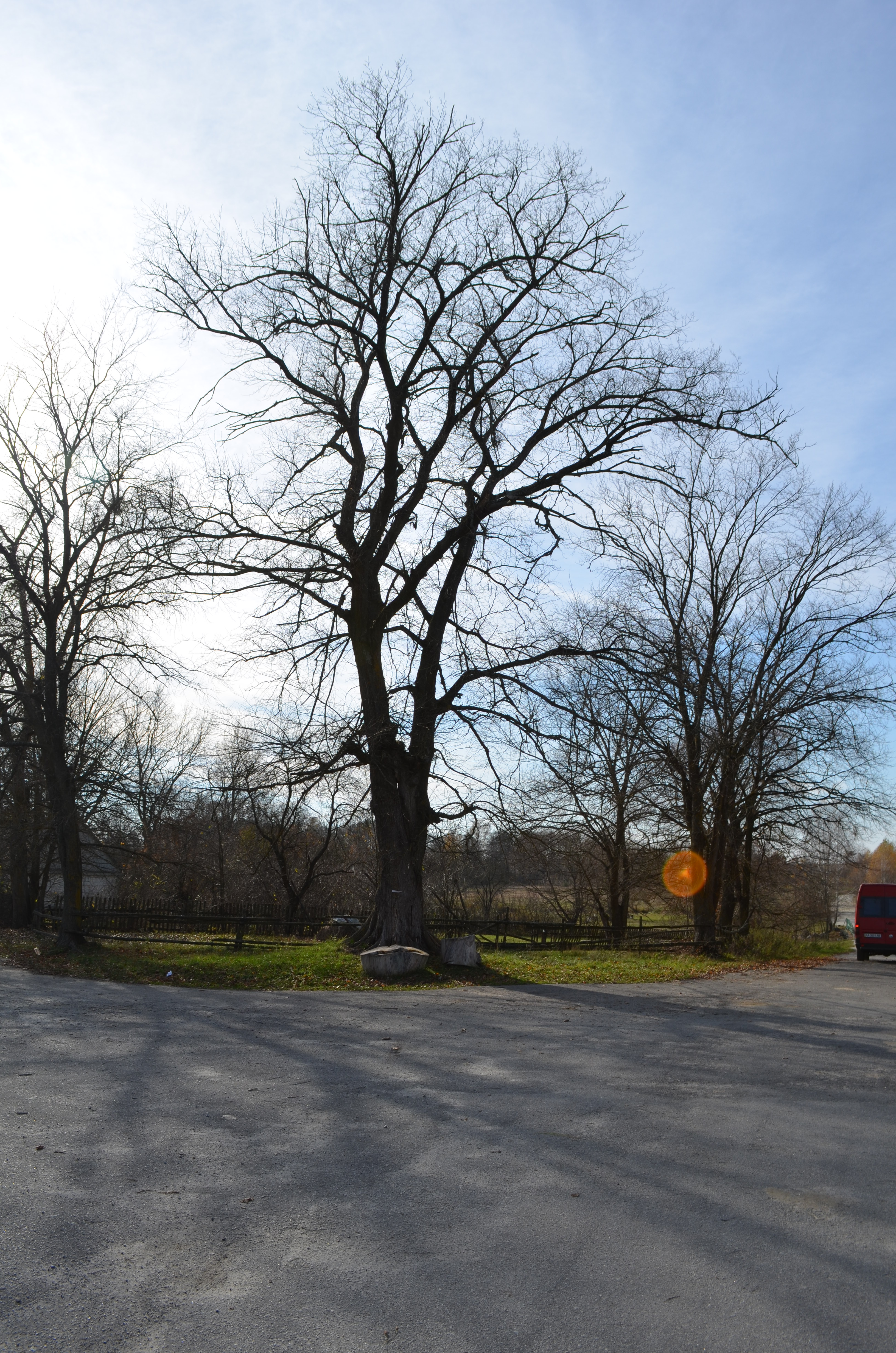
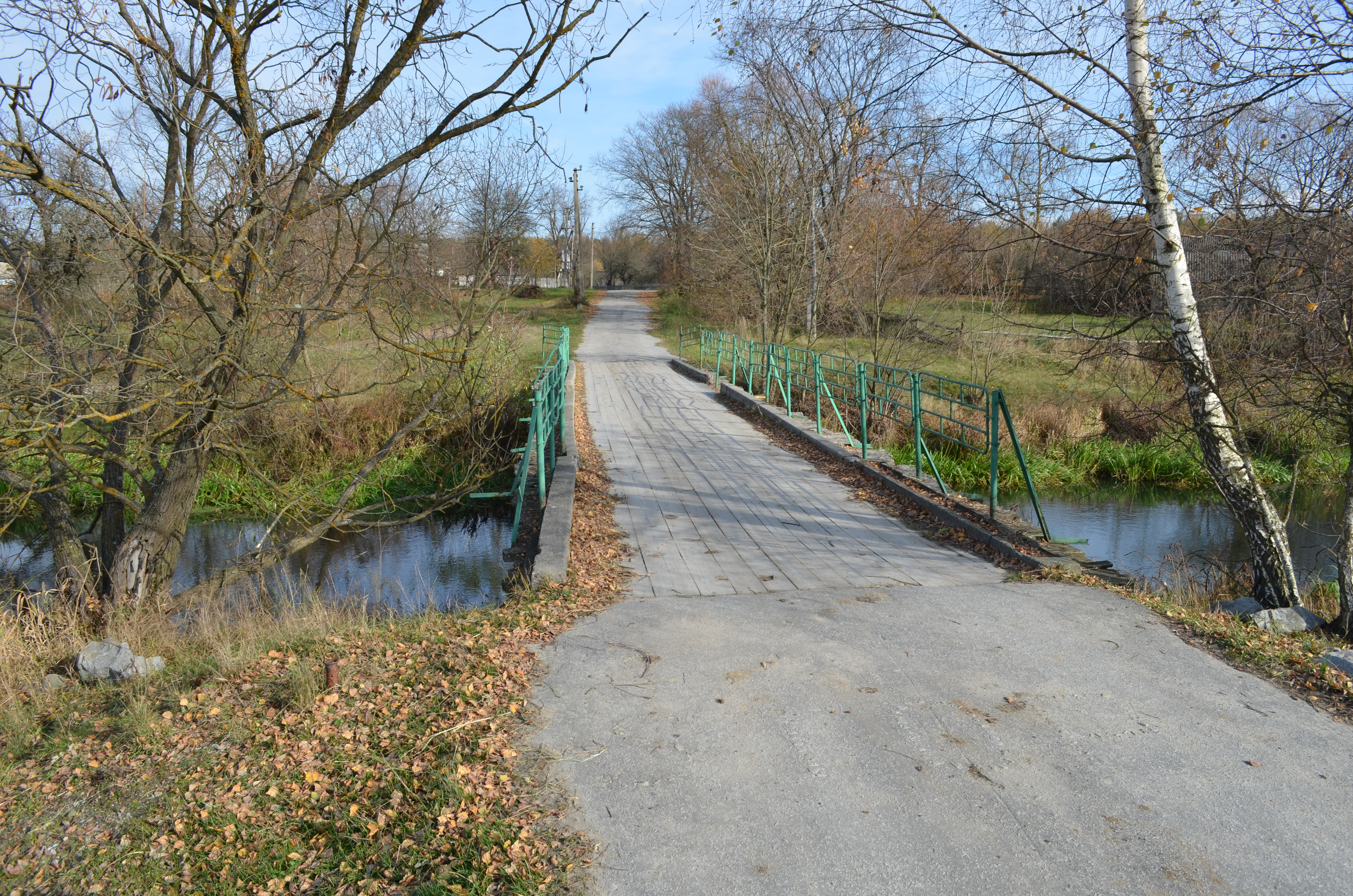
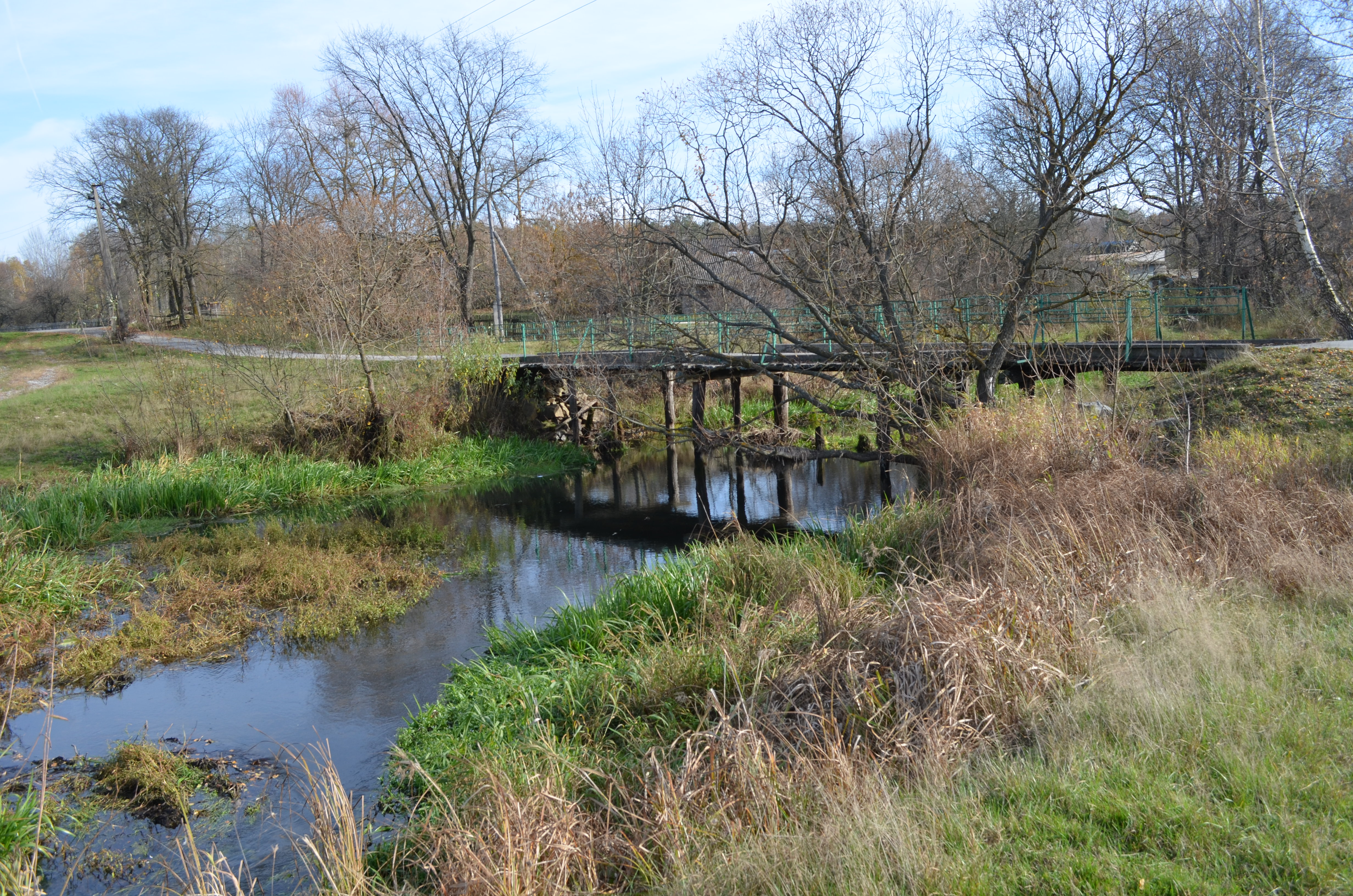
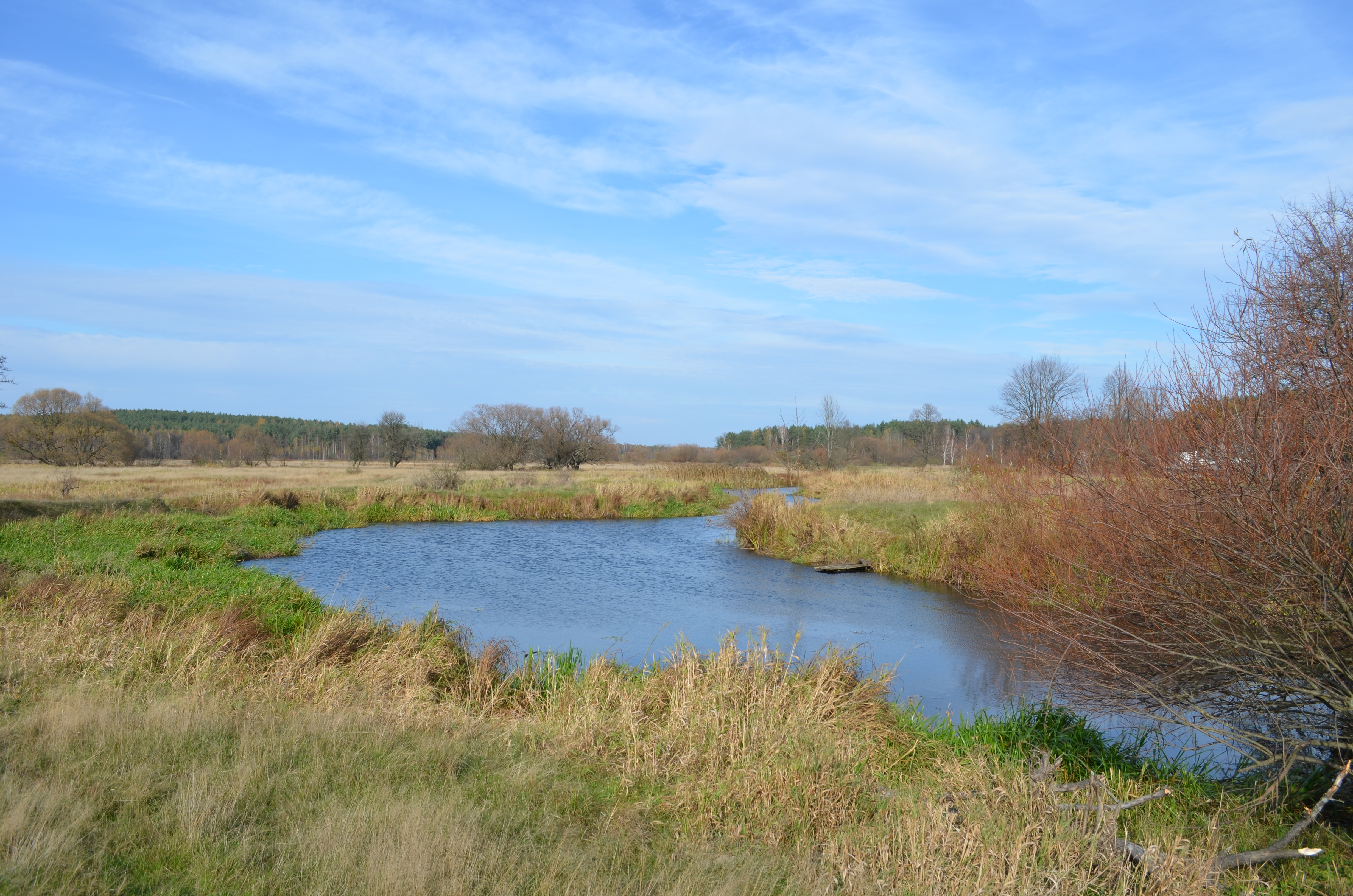
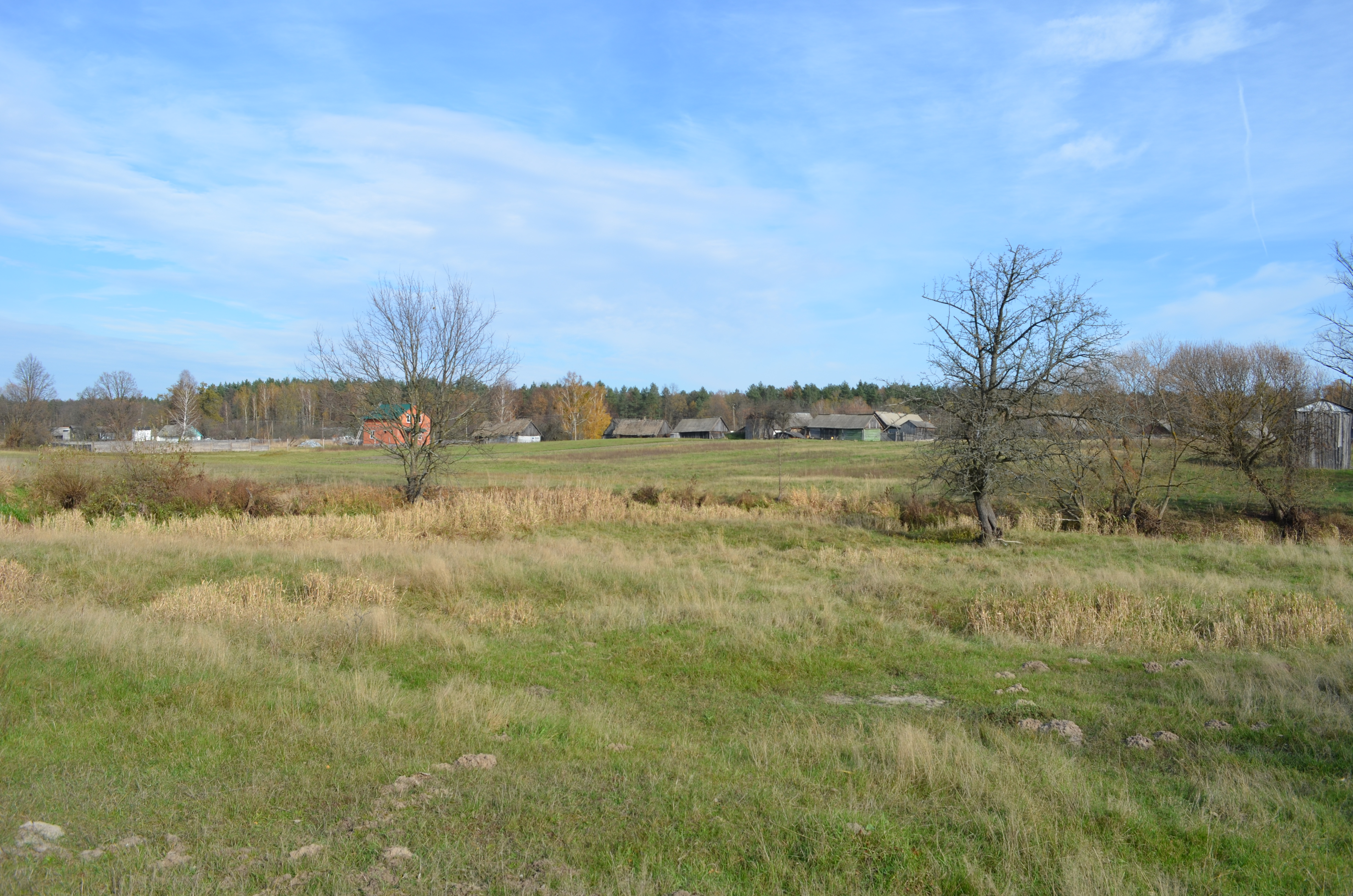